# Hidropiroclor
L'hidropiroclor és un mineral de la classe dels òxids que pertany al grup del piroclor. Va ser originalment anomenat kalipiroclor; el seu nom actual fa referència al seu contingut en aigua i la seva relació amb el piroclor.

## Característiques
La hidropiroclor és un òxid de fórmula química (H₂O,☐)₂Nb₂(O,OH)₆(H₂O). Cristal·litza en el sistema cúbic. La seva duresa a l'escala de Mohs és d'entre 4 i 4,5.
Segons la classificació de Nickel-Strunz, l'hidropiroclor pertany a «04.DH: Òxids amb proporció Metall:Oxigen = 1:2 i similars, amb cations grans (+- mida mitjana); plans que comparteixen costats d'octàedres» juntament amb els següents minerals: brannerita, ortobrannerita, thorutita, kassita, lucasita-(Ce), bariomicrolita, bariopiroclor, betafita, bismutomicrolita, calciobetafita, ceriopiroclor, cesstibtantita, jixianita, natrobistantita, plumbopiroclor, plumbomicrolita, plumbobetafita, estibiomicrolita, estronciopiroclor, estanomicrolita, estibiobetafita, uranpiroclor, itrobetafita, itropiroclor, fluornatromicrolita, bismutopiroclor, hidroquenoelsmoreïta, bismutostibiconita, oxiplumboromeïta, monimolita, cuproromeïta, stetefeldtita, estibiconita, rosiaïta, zirconolita, liandratita, petscheckita, ingersonita i pittongita.

## Jaciments
L'hidropiroclor va ser descoberta a la mina Lueshe, Kivu Nord, República Democràtica del Congo. Es tracta de l'únic indret on ha estat trobada aquesta espècie mineral.